# Zilchogyra paulistana
Zilchogyra paulistana es una especie de molusco gasterópodo de la familia Helicodiscidae en el orden de los Stylommatophora.

## Distribución geográfica
Es endémica del Brasil. 